# Repatriação

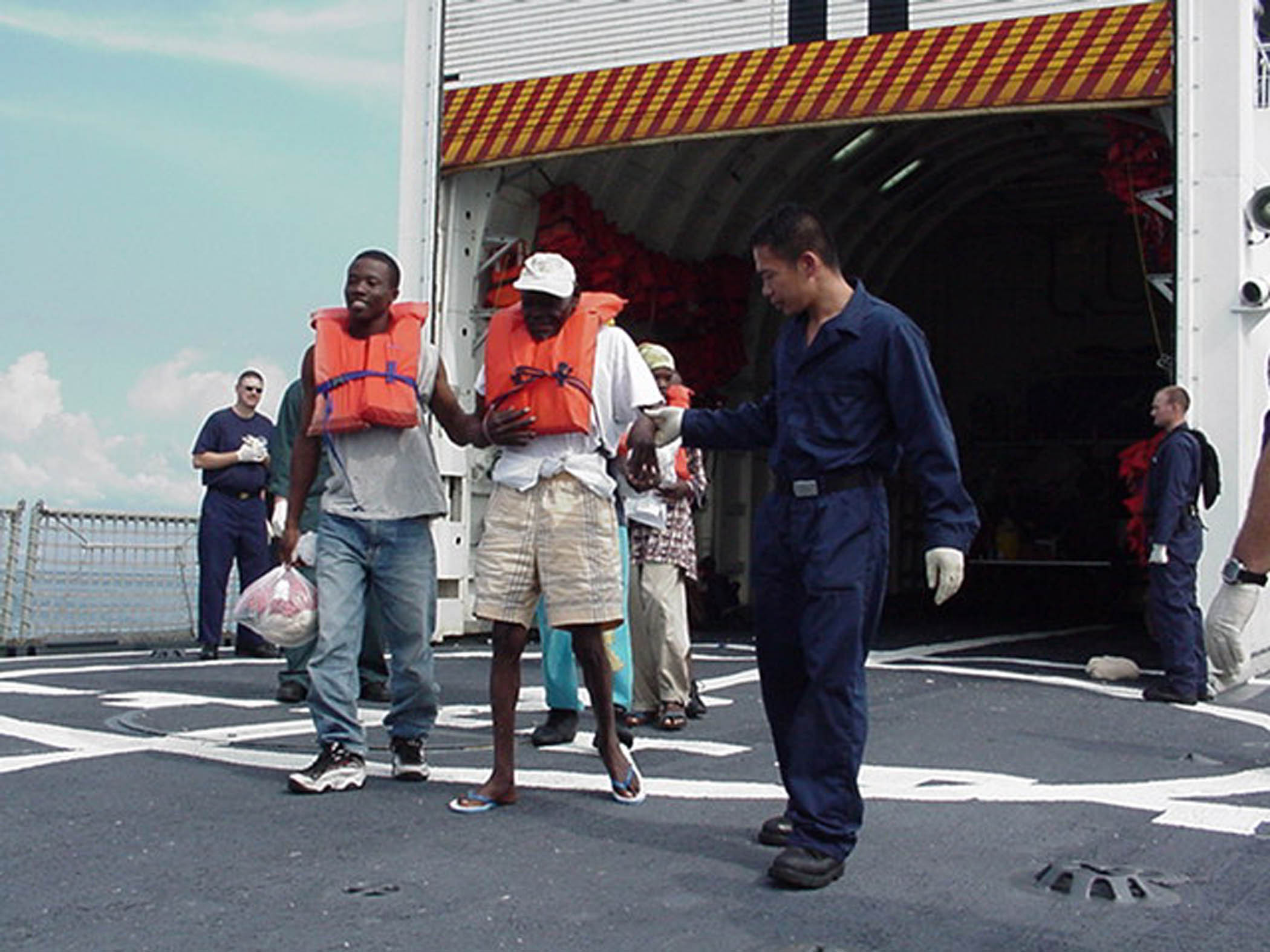
Imigrantes haitianos são escoltados durante a sua repatriação

Repatriação é o processo de devolução voluntária de uma pessoa (e também bens históricos, objetos arqueológicos, obras de arte, etc.) ao seu local de origem ou de cidadania. Isto inclui o processo de devolver militares ao seu local de origem após uma guerra, mas aplica-se também a emissários diplomáticos, funcionários internacionais, bem como expatriados e migrantes em tempo de crise internacional. 
Para os refugiados, requerentes de asilo e migrantes ilegais, a repatriação pode significar o regresso voluntário ou a deportação.
Como a repatriação pode ser voluntária ou forçada, o termo também é usado como um eufemismo para deportação. O repatriamento involuntário ou forçado é o regresso de refugiados, prisioneiros de guerra ou detidos civis ao seu país de origem em circunstâncias que não deixam outras alternativas viáveis. De acordo com o direito internacional contemporâneo, os prisioneiros de guerra, os detidos civis ou os refugiados que recusam o repatriamento, especialmente se motivados por temores de perseguição política no seu próprio país, devem ser protegidos contra a repulsão e, se possível, receberem asilo temporário ou permanente.